# Arizona (collection)
Pour les articles homonymes, voir Arizona (homonymie).
Arizona est une collection de l'éditeur Robert Laffont créée en 1951, comportant 16 titres. Elle s'est spécialisée dans la publication de romans western américains. La majorité des titres (10 sur les 16) mettent en scène le personnage de Hopalong Cassidy créé par Clarence E. Mulford. Il y a de nombreuses erreurs sur les titres et l'orthographe, voire le nom des auteurs. Les couvertures en couleur sont signées "Raymond" (Raymond Brenot). Les volumes sont d'abord cartonnés (12x18 cm), puis les couvertures deviennent souples. Les titres traduits sont issus de la collection "Double D western" de l'éditeur new-yorkais Doubleday.

## Présentation de la collection
Texte figurant en 4e de couverture : « Romans d'aventures et d'action qui groupent les plus célèbres parmi les classiques américains du genre. Cow-boys, comme le célèbre Hopalong Cassidy, Shériffs, Trappeurs, Tuniques écarlates de la police montée canadienne ou Texas Rangers, sont les héros de ces récits des grands espaces, aussi envoûtants que des romans policiers, aussi colorés que les meilleurs films qui passionneront aussi bien les adultes que les enfants. »

## Titres numérotés dans la collection
1- Hopalong Cassidy entre en jeu (Trail Dust : Hopalong Cassidy And The Bar-20 With The Trail Herd, 1934) / Clarence E. Mulford ; trad. Robert Huart. Paris : Robert Laffont, 03/1951, 252 p. (BNF 32474445)
2- Hopalong Cassidy et la couvée de l’aigle (Hopalong Cassidy And The Eagle’s Brood, 1931) / Clarence E. Mulford ; trad. Robert Huart. Paris : Robert Laffont, 03/1951, 252 p. (BNF 32474446). NB : l'épisode « À propos de bottes » a été publié in La Gazette des lettres, 15 avril 1951, p. 59-65. Articles en marge : « Hopalong Cassidy ou le retour des cow-boys », « La naissance d’un mythe ».
3- Hopalong Cassidy trouve un double (Hopalong Cassidy Returns, 1924) / Clarence E. Mulford ; trad. Robert Huart. Paris : Robert Laffont, 05/1951, 253 p. (BNF 32474448)
4- Hopalong Cassidy prend les cartes en main (Hopalong Cassidy Takes Cards, 1937) / Clarence E. [Edward] Mulford ; trad. René Masson. Robert Laffont, 06/1951, 253 p. (BNF 32474447) Rééd. sous le titre Hopalong Cassidy joue et gagne / même traducteur ; avec des ill. de H. Dimpre, texte adapté pour la jeunesse. Paris : O.D.E.J., coll. "Junior" n° 49, 1962, 190 p. (BNF 33107507)
5- La Poursuite blanche (Murder In The Outlands, 1949) / James B. [Beardsley] Hendryx ; trad. Robert Huart. Paris : Robert Laffont, 07/1951, 252 p. (BNF 32235837)
6- Hopalong Cassidy : les Hors-la-loi de West Fork (Hopalong Cassidy and The Rustlers of West Fork, 1951) / Clarence Mulford ; trad. Robert Huart. Paris : Robert Laffont, 08/1951, 252 p. (BNF 32474449). NB : le nom de l'auteur sur la couverture est Clarence Mulford alors que sur la page de titre figure le nom de "Tex Burns". Le véritable auteur du roman est Louis L'Amour.
7- Pistes dans la nuit (Trails by Night, 1950) / Tom J. [Johnson] Hopkins ; trad. Robert Huart. Paris : Robert Laffont, 09/1951, 253 p. (BNF 32256323)
8- Hopalong Cassidy et les Compagnons du ranch 20 (Hopalong Cassidy, Bar 20, Rides Again, 1926) / Clarence E. Mulford ; trad. Robert Huart. Paris : Robert Laffont, 1951, 252 p. (BNF 32474444). NB : réédition sous le titre Hopalong Cassidy et son jeune ami / adaptation Elizabeth Beecher ; illustrations de Sahula-Dycke. Paris : Cocorico, coll. "Un petit livre d'or" n° 73, 1954, 25 p.
9- Hopalong Cassidy : le Shérif de Twin River (Hopalong Cassidy Serves a Writ, 1941) / Clarence E. Mulford ; trad. Robert Huart. Paris : Robert Laffont, 01/1952, 189 p. (BNF 32474453). NB : l'éditeur indique comme titre original : Hopalong Cassidy serves a write.
10- Les Forbans du silence (The Orphan On The Trail) / Roy Mass ; trad. S. [Solange] Recoing. Paris : Robert Laffont, 02/1952, 187 p. (BNF 32427542)
11- Hopalong Cassidy : (Meurtres sur) la Piste des sept pins (Hopalong Cassidy and the Trail to Seven Pines, 1951) / Clarence E. Mulford ;  trad. Robert Huart. Paris : Robert Laffont, 03/1952, 188 p. (BNF 32474451). NB : le roman est titré La Piste des sept pins en couverture et Meurtres sur la Piste des sept pins en page de titre. Le véritable auteur du roman est Louis L'Amour.
12- Les Cavaliers du diable (The Hard Riders, 1949) / Tom J. [Johnson] Hopkins ; trad. S. [Solange] Recoing. Paris : Robert Laffont, 1952, 189 p. (BNF 32256322)
13- Le Maître du 'Double Y' (Fighting Ramrod, 1951) / Charles N. Heckelmann ; trad. M. [Michel] Guichard. Paris : Robert Laffont, 1952, 254 p. (BNF 32480697). NB : la page de titre donne par erreur comme nom d'auteur Charles N. Necklmann.
14- Hopalong Cassidy : Panique à Tasotal (Hopalong Cassidy and the Riders of High Rock, 1951) / Clarence E. Mulford ; trad. Robert Huart. Paris : Robert Laffont, 11/1952, 256 p. NB : le véritable auteur du roman est Louis L'Amour.
15- Fouet contre colt (The Killer Brand, 1950) / William Colt MacDonald ; trad. S. [Solange] Recoing. Paris : Robert Laffont, 1952, 255 p. (BNF 32403331)
16- Hopalong Cassidy : l’Inquiétant tireur (Hopalong Cassidy : Trouble Shooter, 1952) / Clarence E. Mulford ; trad. Robert Huart. Paris : Robert Laffont, 01/1953, 253 p. (BNF 32474450). NB : le véritable auteur du roman est Louis L'Amour.

## Auteurs
- Clarence E. Mulford (1883-1956) : 10 titres (en réalité 6 titres)
- Louis L'Amour (1908-1988) : 4 titres (attribués à Clarence E. Mulford dans les éditions françaises mais publiés sous le pseudonyme de Tex Burns aux États-Unis.)
- Tom J. (Johnson) Hopkins : 2 titres
- James B. (Beardsley) Hendryx (1880-1963) : 1 titre
- Charles N. (Newman) Heckelmann (1913-2005) : 1 titre
- William Colt MacDonald (1891-1968) : 1 titre
- Roy Mass : 1 titre

## Le cas Tex Burns / Louis L'Amour / Clarence Mulford
Dans les années 1950, Louis L'Amour a publié quatre aventures de la série Hopalong Cassidy sous le pseudonyme de Tex Burns, chez Doubleday :
- The Rustlers of West Fork
- Trail to Seven Pines
- Riders of High Rock
- Trouble Shooter

Entre 1906 et 1908, Clarence E. Mulford a écrit pour des magazines plusieurs nouvelles qui seront rassemblées dans un roman intitulé Bar 20. Ce roman raconte les aventures de Buck Peters, contremaître d'un ranch au Texas, et d'un cow-boy aux cheveux roux et grossier nommé Bill Cassidy. Il a reçu le surnom de Hopalong après avoir été blessé à la cuisse par une balle. Peters est finalement parti pour diriger son propre ranch dans le Montana et Hoppy est devenu le contremaître du Bar 20. Au cours de sa carrière (1906-1941), Mulford a écrit plus d'une vingtaine de romans, dont la majorité relève de la série Hopalong Cassidy. En 1941, il publie le dernier de ses romans, Hopalong Cassidy serves a Writ, et prend sa retraite avec l'argent gagné par ses livres populaires et la vente de leurs droits cinématographiques.
Il était logique que le personnage de Hopalong Cassidy vive d'autres aventures romanesques. L'éditeur Doubleday sollicita Louis L'Amour, auteur choisi par Mulford. On demanda à Louis L'Amour d'écrire sous un pseudonyme. Il choisit Tex Burns. Si l'éditeur n'était pas satisfait de Louis L'Amour, quelqu'un d'autre pouvait être embauché pour écrire en tant que Tex Burns sans que les lecteurs ne sachent qu'il y avait eu un changement.
Jusqu'à sa mort, Louis L'Amour a nié être l'auteur de ces quatre romans. Il les a écrit pour des raisons alimentaires. L'éditeur avait convenu que Louis L'Amour pouvait écrire librement ses romans. Louis L'Amour, respectueux de l'œuvre de Mulford, avait souhaité resté fidèle au style de l'auteur, sans rien changer du caractère du personnage de Hopalong Cassidy. Mais ensuite les éditeurs sont revenus sur leur accord. Ils ont voulu que le personnage soit plus proche de celui des films et plus lisse. Louis L'Amour s'exécuta à regret. Dans les années suivantes, le personnage de Hopalong Cassidy s'effaça et Louis L'Amour devint de plus en plus célèbre. Les livres de poche de L'Amour se sont vendus à des millions d'exemplaires tandis que les romans de Clarence Mulford ont disparu. Cette expérience pour Louis L'Amour fut mal vécue. Son fils Beau a découvert une partie de sa correspondance avec les rédacteurs du magazine Hopalong Cassidy.

## Traducteurs
Les traducteurs français sont des auteurs qui se feront un nom plus tard : Sébastien Japrisot et Frédéric Dard. 
- Robert Huart : pseudonyme de Sébastien Japrisot, formé par le prénom Robert (en référence à son ami l'éditeur Robert Kanters) et le nom Huart (de son épouse Germaine Huart)[2].
- Solange Recoing
- René Masson
- Michel Guichard

## Référence au cinéma
Dans son film Juillet en septembre (1987), Sébastien Japrisot met en scène une jeune femme jouée par Anne Parillaud, traductrice de romans western, et notamment les aventures d'Hopalong Cassidy. Un personnage lit un passage :

« …Hopalong Cassidy fixa sur Cheyenne ses yeux gris-bleus, et une longue expérience des hommes lui apprit que le renégat était prêt à dégainer son colt… »